# Acalypha nana
Acalypha nana är en törelväxtart som först beskrevs av Johannes Müller Argoviensis, och fick sitt nu gällande namn av August Heinrich Rudolf Grisebach och John Hutchinson. Acalypha nana ingår i släktet akalyfor, och familjen törelväxter. Inga underarter finns listade i Catalogue of Life.